# Les Graines du figuier sauvage
Pour plus de détails, voir Fiche technique et Distribution.
Les Graines du figuier sauvage (دانه‌ی انجیر معابد (Dāne-ye anjīr-e ma'ābed)) est un film franco-allemand réalisé par le cinéaste iranien Mohammad Rasoulof, sorti en 2024.
Il est présenté en compétition officielle au Festival de Cannes 2024, où il reçoit le prix spécial, le prix FIPRESCI, le prix du jury œcuménique, le prix de l'AFCAE et le prix François-Chalais.
L'histoire se déroule durant les manifestations consécutives à la mort de Mahsa Amini et le montage utilise de nombreuses vidéos réelles de ces évènements.

## Synopsis
L'histoire se concentre sur Iman, sa femme et ses deux filles. Iman est un fonctionnaire honnête, juriste qui, au bout de vingt ans, a récemment été nommé enquêteur au tribunal révolutionnaire de Téhéran par l'entremise d'un de ses collègues. Avec son nouveau statut, plus valorisant, Iman découvre qu'on attend de lui qu'il avalise les condamnations à mort décidées par le procureur, sans même étudier les dossiers. À la signature de son engagement, il lui est remis un pistolet pour sa protection et celle de sa famille, pistolet qu'il range tous les soirs dans sa table de nuit.
À la même période, les manifestations nationales du mouvement Femme, Vie, Liberté contre le port obligatoire du hijab gagnent en ampleur et ses filles y sont indirectement mêlées. Ainsi, lorsque sa femme et ses deux filles aident une étudiante blessée lors d'une charge de police, par ailleurs seule amie de sa fille aînée, les trois décident de garder l'incident secret pour Iman. Au tribunal, on conseille à ce dernier de cacher ses activités à ses amis et à sa famille, par crainte de pressions qui pourraient être exercées sur lui.
La vie d'Iman commence alors à basculer dans la méfiance et la suspicion. Il réprimande ses filles pour leurs sensibilités féministes qu'il considère être de la propagande des ennemis de l'Iran.
Un matin, le pistolet d'Iman n'est plus dans le tiroir où il le range chaque soir. Cette perte pourrait le conduire en prison et mettre un terme à son ascension sociale. Il devient suspicieux envers les trois femmes du foyer, pensant que l'une d'elles l'a pris et lui ment.

## Fiche technique
Sauf indication contraire, les informations mentionnées dans cette section peuvent être confirmées par la base de données cinématographiques IMDb,  présente dans la section « Liens externes ».
- Titre original : دانه‌ی انجیر معابد (Dāne-ye anjīr-e ma'ābed)
- Titre français : Les Graines du figuier sauvage
- Titre allemand : Die Saat des heiligen Feigenbaums
- Titre anglais international : The Seed of the Sacred Fig[1],[3]
- Réalisation et scénario : Mohammad Rasoulof
- Photographie : Pooyan Aghababaei
- Montage : Andrew Bird (en)
- Musique : Karzan Mahmood
- Production : Mohammad Rasoulof, Amin Sadraei, Jean-Christophe Simon, Mani Tilgner, Rozita Hendijanian
- Sociétés de production : Run Way Pictures, Parallel45, Arte France Cinéma (coproduction)
- Sociétés de distribution : Pyramide Distribution (France), Alamode Film Distribution OHG (Allemagne)
- Pays de production :  France et  Allemagne
- Langue originale : Persan
- Format : couleur et noir et blanc — 2,35:1 — son Dolby Digital
- Genre : drame
- Durée : 168 minutes
- Dates de sortie :
  - France : 24 mai 2024 (festival de Cannes) ; 18 septembre 2024 (sortie nationale)
  - Allemagne : 26 décembre 2024

## Distribution
- Missagh Zareh : Iman, le père
- Soheila Golestani (fa) : Najmeh, la mère
- Mahsa Rostami : Rezvan, la fille ainée
- Setareh Maleki : Sana, la fille cadette
- Niousha Akhshi : Sadaf, amie de Rezvani
- Reza Akhlaghirad (fa) : Ghaderi
- Shiva Ordooie : Fatemeh

## Sortie en France

### Accueil critique
Le site Allociné donne une moyenne de 4,4⁄5, d'après l'interprétation de 39 critiques de presse.

### Box-office
À la fin de la quatrième semaine d'exploitation en France, le 23 octobre, le film atteint un total de 469 432 entrées.

## Distinctions

### Récompenses
- Festival de Cannes 2024 :
  - Prix spécial[N 2]
  - Prix FIPRESCI
  - Prix du jury œcuménique
  - Prix de l'AFCAE
  - Prix François-Chalais
- Festival du film de Sydney 2024 : meilleur long métrage international[6]
- Lumières 2025 : meilleure coproduction internationale

### Nominations
- César 2025 : Meilleur film étranger
- Golden Globes 2025 : meilleur film en langue étrangère
- Oscars 2025 : meilleur film international

### Sélections
- Durban International Film Festival 2024
- Festival international du film de Locarno 2024
- Festival international du film de Melbourne 2024
- Festival du film de Telluride 2024
- Festival international du film de Toronto 2024
- Festival international du film de Saint-Sébastien 2024
- Festival du film de New York 2024
- Festival international du film de Vancouver 2024
- Hawaii International Film Festival 2024
- Festival du film de Londres 2024